# Regering-Barnier
De regering–Barnier, Frans: Gouvernement Barnier, was vanaf 5 september 2024 de regering van Frankrijk.
Op 4 december 2024 werd de minderheidsregering van premier Michel Barnier door het parlement weggestemd middels een motie van wantrouwen. Aanleiding was een begrotingsvoorstel dat Barnier zonder goedkeuring van het parlement wilde doorvoeren. Het was voor het eerst in 60 jaar dat dit in Frankrijk gebeurde. Een dag later gaven Barnier en zijn regering hun ontslag aan president Emmanuel Macron.

## Regering–Barnier
| Ambtsbekleder                  | Ambtsbekleder          | Ambtsbekleder                | Functie(s)                                       | Ambtstermijn      | Ambtstermijn     | Partij(en) |
| ------------------------------ | ---------------------- | ---------------------------- | ------------------------------------------------ | ----------------- | ---------------- | ---------- |
|                                | Michel Barnier         | Michel Barnier 1951          | Premier                                          | 5 september 2024  | 13 december 2024 | LR         |
|                                | Antoine Armand         | Antoine Armand 1991          | Minister van Financiën                           | 21 september 2024 | 13 december 2024 | RE         |
| Minister van Economische Zaken | Antoine Armand         | Antoine Armand 1991          |                                                  | 21 september 2024 | 13 december 2024 | RE         |
| Minister van Industriële Zaken | Antoine Armand         | Antoine Armand 1991          |                                                  | 21 september 2024 | 13 december 2024 | RE         |
|                                | Bruno Retailleau       | Bruno Retailleau 1960        | Minister van Binnenlandse Zaken                  | 21 september 2024 | 13 december 2024 | LR         |
|                                | Jean-Noël Barrot       | Jean-Noël Barrot 1983        | Minister van Buitenlandse Zaken                  | 21 september 2024 | 13 december 2024 | MoDem      |
|                                | Didier Migaud          | Didier Migaud 1952           | Minister van Justitie                            | 21 september 2024 | 13 december 2024 | DVG        |
|                                | Sébastien Lecornu      | Sébastien Lecornu 1986       | Minister van de Stijdkrachten                    | 20 mei 2022       | 13 december 2024 | RE         |
|                                | Geneviève Darrieussecq | Geneviève Darrieussecq 1956  | Minister van Volksgezondheid                     | 21 september 2024 | 13 december 2024 | MoDem      |
|                                | Astrid Panosyan        | Astrid Panosyan 1971         | Minister van Arbeid en Werkgelegenheid           | 21 september 2024 | 13 december 2024 | RE         |
|                                | Paul Christophe        | Paul Christophe 1971         | Minister van Sociale Zaken en Gelijkheid         | 21 september 2024 | 13 december 2024 | HOR        |
|                                | Anne Genetet           | Anne Genetet 1963            | Minister van Onderwijs                           | 21 september 2024 | 13 december 2024 | RE         |
|                                | Patrick Hetzel         | Patrick Hetzel 1964          | Minister van Hoger Onderwijs en Wetenschap       | 21 september 2024 | 13 december 2024 | LR         |
|                                | Valérie Létard         | Valérie Létard 1962          | Minister van Huisvesting en Ruimtelijke Ordening | 21 september 2024 | 13 december 2024 | UDI        |
|                                | Annie Genevard         | Annie Genevard 1956          | Minister van Landbouw en Agrarische Zaken        | 21 september 2024 | 13 december 2024 | LR         |
|                                | Agnès Pannier-Runacher | Agnès Pannier- Runacher 1974 | Minister van Ecologie, Klimaat en Energie        | 21 september 2024 | 13 december 2024 | RE         |
|                                | Rachida Dati           | Rachida Dati 1965            | Minister van Cultuur                             | 11 januari 2024   | 13 december 2024 | DVD        |
|                                |                        | Gil Avérous 1973             | Minister van Sport en Jeugdzaken                 | 21 september 2024 | 13 december 2024 | DVD        |
|                                | Guillaume Kasbarian    | Guillaume Kasbarian 1987     | Minister van Publieke Diensten                   | 21 september 2024 | 13 december 2024 | RE         |
|                                | Catherine Vautrin      | Catherine Vautrin 1960       | Minister voor Regionale Ontwikkeling             | 21 september 2024 | 13 december 2024 | DVD        |